# Луфт, Валерий Матвеевич
Валерий Матвеевич Луфт — д.м.н., профессор, руководитель лаборатории клинического питания Санкт-Петербургского НИИ скорой помощи им. И.И. Джанелидзе, ведущий научный сотрудник Санкт-Петербургского НИИ скорой помощи им. И.И.Джанелидзе, президент Региональной Северо-Западной ассоциации парентерального и энтерального питания.

## Профессиональная и научная деятельность
Окончил Военно-медицинскую академию им. С. М. Кирова. В.М. Луфт является одним из ведущих специалистов России по вопросам гастроэнтерологии, диетологии и клинического питания.
Стаж научно-педагогической работы Валерия Матвеевича по специальности составляет более 30 лет. Автор и соавтор более 300 научных работ, из них 2 учебников, 5 руководств, 9 монографий, 16 учебных пособий и рекомендаций.
Преподает на кафедре анестезиологии и реаниматологии медицинского факультета СПБГУ (Санкт-Петербургский государственный университет).
Патенты В.М. Луфта :
- Способ лечения острой кишечной непроходимости опухолевой этиологии в интраоперационном и послеоперационном периоде (изобретение относится к медицине, в частности к абдоминальной хирургии и онкологии, и может быть использовано для лечения больных с опухолевой кишечной непроходимостью);
- Способ определения всасывания воды в тонкой кишке(изобретение относится к области медицины, в частности к способам определения всасывания воды в тонкой кишке).

Входит в редколлегию журнала «Вопросы здорового и диетического питания» (ежемесячный научно-практический рецензируемый медицинский журнал) .
Один из разработчиков методических рекомендаций по использованию энтерального питания в лечении хирургических и терапевтических больных (утверждены в 2006 году) .